# Gaydar (sitio web)
Gaydar es un sitio web de ámbito mundial de contactos para personas homosexuales y bisexuales mayores de edad, tanto hombres como mujeres. Fue fundada en 1999 por los sudafricanos Gary Frisch (fallecido en febrero del 2007 a los 38 años) y su compañero Henry Badenhorst (fallecido en noviembre de 2017 a los 51 años).
El sitio comenzó a funcionar en noviembre de 1999 y llegó a ser la página web de contactos más visitada del mundo.
En lenguaje coloquial estadounidense, gay-dar significa ‘radar para detectar a un gay’, en relación con la capacidad intuitiva que poseerían las personas homosexuales para saber si alguien de apariencia hétero es gay o bisexual.
Con más de 4 millones de usuarios en la actualidad, Gaydar creó un paradigma en la manera de contactar y relacionarse de los gais, pues permitía tener una plataforma neutral donde encontrarse, charlar y hacer citas para tener relaciones sexuales.
Puede accederse a la mayoría de los perfiles sin ningún requisito, pero para interactuar con otros usuarios es necesario registrarse y crear un perfil de usuario. Los datos de este perfil incluyen edad, ciudad de residencia, aspecto físico, preferencias sexuales; también se incluye normalmente una descripción libre del usuario y qué es lo que está buscando. Los usuarios registrados pueden acceder a unas listas que recogen todos los navegantes que están conectados a la página en ese momento; también existe la posibilidad de enviar mensajes y existen salas de chat. El sitio web también opera como una herramienta de información para destinos turísticos: muchos usuarios de países entran en canales de otros para solicitar información.
Generalmente se afirma que Gaydar y otras páginas similares tienen un impacto importante en las comunidades homosexuales en muchos lugares del mundo. Gaydar es popular en el Reino Unido, Australia e Irlanda, y en menor medida en América del Norte, Europa continental y Sudáfrica. 
La página fue objeto de la atención de los medios de comunicación del Reino Unido en el 2006, cuando Mark Oaten, un parlamentario casado y con dos hijos, renunció a su candidatura a la presidencia del Partido Liberal Demócrata tras saberse que usaba el sitio Gaydar para buscar relaciones homosexuales.